# Assembleur d'ordinateur
Pour les articles homonymes, voir Assembleur (homonymie).
Ne doit pas être confondu avec Assembleur.
Un assembleur d'ordinateur est la personne qui assemble les ordinateurs personnels, dits « PC » (Personal Computer).
Le métier consiste à assembler les pièces qui composent l'ordinateur et à les installer dans un boîtier de protection pour qu'il fonctionne. Le boîtier des ordinateurs familiaux est appelé « tour » parce qu'il ressemble à une tour.
Les composants assemblés sont, pour un PC d'entrée de gamme :
- le processeur, qui peut être vendu avec son ventirad fourni par le constructeur (notamment Intel et AMD).
- le ventirad qui peut ne pas être fourni avec le processeur, très souvent plus performant.
- la carte mère.
- les 2 barrettes mémoires, aussi appelée mémoire vive ou RAM.
- une carte graphique si le processeur ne possède pas de GPU (d'une puce graphique intégrée au processeur) embarqué ou pour obtenir de meilleures performances pour les tâches exigeantes en calculs parallèles comme l'apprentissage profond ou les jeux vidéos.
- le SSD, pour prioriser la vitesse (le SSD étant une mémoire flash sans parties mécanique, ce qui fait donc un moyen de stockage extrêmement plus rapide qu'un disque dur HDD). Ou le HDD, pour prioriser le stockage de plusieurs TeraOctets.
- l'alimentation électrique.
- le boîtier.

À ces composants peuvent être ajoutés : .
- Des barrettes mémoires supplémentaires (quad-channell), utiliser plus de barrettes permet d'accroître la bande passante par rapport à la même quantité de RAM sur un seul slot.
- Un ou plusieurs disques durs voire SSD dans le but de les utiliser en RAID ou indépendamment.
- Une ou plusieurs cartes graphiques (SLI) peuvent aussi être ajoutées au GPU embarqué du processeur.
- Un système de refroidissement par eau (watercooling), qui devient de plus en plus fréquent pour les personnes disposant d'un budget assez important. Celui-ci offre de meilleures performances pour les échanges thermiques quand couplé à un radiateur dû à la capacité thermique plus élevée de l'eau. Un AIO ne sert que pour une utilisation professionnelle (rendu 3D, montage vidéo etc...).